# فيليب ر. كرايغ
فيليب ر. كرايغ (بالإنجليزية: Philip R. Craig)‏ (10 ديسمبر 1933، سانتا مونيكا في الولايات المتحدة - 8 مايو 2007)؛ كاتب وروائي أمريكي.